# Daniel Casimir (Posaunist)
Daniel Casimir (* 1967 in Celle) ist ein deutscher Jazzmusiker (Altposaune, Komposition).

## Leben und Wirken
Casimir wuchs in einer religiösen Familie auf und entdeckte die Musik in der Kirche der Baptisten, wo er in Posaunenchören und in der Gospelmusik engagiert war. Vier Jahre lang studierte er klassische Posaune bei Uwe Dierksen (Solist im Ensemble Modern), dann Jazzposaune bei Albert Mangelsdorff. Gleichzeitig nahm er Unterricht in Komposition und Arrangement, insbesondere bei Dieter Glawischnig. 1984 gewann er den Solistenpreis beim Niedersächsischen Jazzwettbewerb und 1985 den Kompositions- und Orchesterpreis mit seinem Trio.
Über das Deutsch-Französische Jazzensemble, in dem er 1984 unter der Leitung von Albert Mangelsdorff und Jean-François Jenny-Clark mit Jean-Marie Machado, Jean-Rémy Guédon, Claus Stötter, Louis Moutin und Matthias Schubert spielte, kam es zu ersten Kontakten nach Frankreich. Mit der Salsaband Havana aus Hannover spielte er 1985 und 1987 Alben ein.
Von 1987 bis 1990 lebte Casimir in New York, um an der New School Komposition bei dem zeitgenössischen Komponisten Hal Smith und dem Jazzpianisten Kenny Werner zu studieren. Er studierte auch Posaune bei Steve Turre und Improvisation bei Jim Hall. Dort trat er mit Sahib Shihab, Frank Foster, Lester Bowie, Brad Mehldau, Johnny Colon, den Spindoctors und seinem eigenen Quintett auf.
Nach mehreren Monaten in Brasilien zog er 1991 nach Frankreich, wo er bis 2010 lebte. Er gehörte zu Noël Akchotés Unit und spielte bei Trash Corporation sowie in Le Groove Gang von Julien Lourau (von 1992 bis 1998), im Tentett von Didier Levallet, Quoi de neuf docteur von Serge Adam und im Orchestre National de Jazz. Er gründete sein eigenes Quintett Sound Suggestions (CD 1995) und spielte auch mit Dave Liebman, Glenn Ferris, Archie Shepp, Jean-Marc Padovani und Laurent Cugny, Riccardo Del Fra sowie mit Andy Sheppard, France Gall und Matthieu Chedid. Weiterhin arbeitete er im Duo mit Michael Felberbaum, in der Wonder-Brass-Factory (mit Nicolas Genest, Philippe Sellam, François Thuillier und Frank Vaillant) und im Thuillier Brass Trio, mit dem er zwei Alben veröffentlichte.
Gemeinsam mit Alban Darche, Matthieu Donarier, Jean-Louis Pommier und Sébastien Boisseau bildete er das schlagzeuglose Quintett Yolk en cuisine, für das er auch komponierte. 2009 gründete er mit François Thuillier und Matthias Schriefl das European TV Brass Trio, das die CD Wunschklang vorlegte. In den letzten Jahren hat er auch im Ensemble Mann aus Obst gearbeitet. Er ist weiterhin auf Alben von Günther Klatts Elephantrombones, Toufic Farroukh, Camille, Eric Schultz, Laia Genc und Noël Akchoté zu hören.
Casimir schrieb die Musik für sein Projekt Eros & Thanatos, in dem er Streichquartett und Jazzensemble kombinierte (gleichnamige CD 2003). Weiterhin komponierte er für unterschiedliche Ensembles und Solisten der klassischen Musik und verfasste ein Musiktheaterstück für Kinder. Darüber hinaus leitet er Improvisationskurse und Meisterklassen.

## Preise und Auszeichnungen
Casimir gewann 1999 mit der Groove Gang von Julien Lourau einen Victoire de la Musique und 2005 einen Django d’Or mit dem Musiker-Kollektiv Yolk.

## Diskographische Hinweise
- Sound Suggestions (Charlotte 1995, mit Julien Lourau, Bojan Zulfikarpašić, Hélène Labarrière, François Merville)
- Eros & Thanatos (Yolk 2003, mit Nicolas Genest, Frédéric Borey, Michael Felberbaum, Vincent Courtois, François Moutin)
- Gros Cube Queen Bishop (Yolk 2012, mit Alban Darche, Pascal Benech, Emmanuel Birault, Sébastien Boisseau, Gilles Coronado, Nathalie Darche, Thomas Depourquery, Matthieu Donarier, Arnaud Guillou, Christophe Lavergne, François Maurin, Yannick Neveu, Jean-Louis Pommier, Sylvain Rifflet, François Ripoche, Geoffroy Tamisier, Alain Vankenhove)
- Silke Eberhard, Daniel Casimir, Gerhard Gschlößl: Bootleg (2022)